# Борисовка (Раздольненский район)
Бори́совка (до 1948 года Но́вый Кизы́л-Бай; укр. Борисівка, крымскотат. Yañı Qızıl Bay, Янъы Къызыл Бай) — исчезнувшее село в Раздольненском районе Республики Крым, располагавшееся на северо-востоке района, в степной части Крыма, примерно в 2 километрах северо-восточнее современного села Кумово.

## История
Впервые в доступных источниках селение, как Борисовка, встречается на 10-ти верстовке Крымского Статистического Управления 1922 года в составе Бакальского района Евпаторийского уезда. 11 октября 1923 года, согласно постановлению ВЦИК, в административное деление Крымской АССР были внесены изменения, в результате которых округа были отменены, Бакальский район упразднён и село вошло в состав Евпаторийского района. Когда за селом закрепилось название Кизил-Бай Новый, неизвестно (на карте 1924 года оно ещё Борисовка), но уже по Списку населённых пунктов Крымской АССР по Всесоюзной переписи 17 декабря 1926 года, в селе Кизил-Бай Новый, центре Кизил-Байского сельсовета Евпаторийского района, числилось 32 двора, все крестьянские, население составляло 201 человек, из них 175 украинцев, 16 русских, 10 немцев, действовала русская школа. Постановлением КрымЦИКа от 15 сентября 1930 года был создан Ишуньский район, уже как национальный (лишённый статуса национального постановлением Оргбюро ЦК КПСС от 20 февраля 1939 года) украинский и село включили в его состав, а после создания в 1935 году Ак-Шеихского района (переименованного в 1944 году в Раздольненский) Новый Кизил-Бай включили в его состав. Видимо, тогда же был упразднён сельсовет, поскольку в справочнике 1940 года он уже не записан. На подробной карте РККА северного Крыма 1941 года село отмечено, как Новый Кизил-Бай, он же Борисовка.
С 25 июня 1946 года Новый Кизыл-Бай в составе Крымской области РСФСР. Указом Президиума Верховного Совета РСФСР от 18 мая 1948 года, Новый Кизыл-Бай окончательно переименовали в Борисовку в честь Героя Советского Союза лётчика М. А. Борисова, который совершил в 1942 году двойной таран. 26 апреля 1954 года Крымская область была передана из состава РСФСР в состав УССР. Время включения в Ковыльновский сельсовет пока не установлено: на 15 июня 1960 года село уже числилось в его составе. Указом Президиума Верховного Совета УССР «Об укрупнении сельских районов Крымской области», от 30 декабря 1962 года село присоединили к Красноперекопскому району. 1 января 1965 года, указом Президиума ВС УССР «О внесении изменений в административное районирование УССР — по Крымской области», вновь включили в состав Раздольненского. В январе 1967 года образован Ботанический сельсовет, в который включили Борисовку.
Ликвидировано в период с 1 июня 1977 года, поскольку на эту дату ещё числилось в составе Ботанического сельсовета по 1985 год, поскольку в списках упразднённых после этой даты населённых пунктов не значится.

## Джолта
Джолта, также Джелтак, также Борисовка (45°52′50″ с. ш. 33°35′45″ в. д.), судя по довольно неточной карте Крымского Стат. управления 1926 года, располагалось на северо-востоке района, у берега Каркинитского залива Чёрного моря, примерно в 4,5 километрах почти строго на север от села Кумово. Согласно Списку населённых пунктов Крымской АССР по Всесоюзной переписи 17 декабря 1926 года, в селе Джолта, Кизил-Байского сельсовета Евпаторийского района, числилось 10 дворов, все крестьянские, население составляло 60 человек, из них 50 украинцев и 10 русских. Как просто Борисовка отмечена на карте 1931 года, а на карте 1941 года название Борисовка «перекочевало» к селу Новый Кизыл-Бай.